# Baddeleyho model pracovní paměti

Baddeleyho model pracovní paměti

Psychologové Alan Baddeley a Graham Hitch roku 1974 představili svůj model pracovní paměti. Jejich model vycházel z toho, že v pracovní paměti se skladuje mnoho různých typů informací, které je zapotřebí ke komplexnějším úlohám, a rozdílné oblasti mozku se těmto typům informací věnují. Proto také vykonání dvou úloh najednou je efektivnější a rychlejší u úloh, které užívají jiných oblastí mozku a tedy jiných druhů pracovní paměti, než u úloh, které využívají stejných oblastí mozku. Pracovní paměť původně rozdělili na tři hlavní části: optickoprostorový náčrtník, fonologickou smyčku a centrální exekutivu, která tyto dvě podřadné části, označované jako otroci, řídí. Tento původní model se také nazývá tříjednotkový model pracovní paměti. Roku 2000 k modelu Baddeley přiřadil další otrocký systém, epizodický buffer.
Většina psychologů dnes soudí, že se pracovní či krátkodobá paměť skládá nejméně ze dvou subsystémů a Baddeleyho model je jedním z nejčastěji používaných. Jiní autoři však používají jiné subsystémy, například konceptuální paměť pro uchovávání významů a myšlenek obsažených v mluvené řeči a psaných textech.

## Součásti

### Fonologická smyčka
Fonologická smyčka pracuje s fonologickými a zvukovými informacemi. Je zodpovědná za ukládání zvukových a slovních informací do pracovní paměti a za neustálé opakování těchto informací, aby zůstaly v pracovní paměti, dokud pro nás přestanou být potřebné nebo dokud je nevystřídají nové informace. U člověka se projevuje jako vnitřní hlas, který mu zní v hlavě, když ukládá informace do krátkodobé paměti – když čte, když počítá v duchu, když si v mysli opakuje telefonní číslo, které se hodlá vytočit.
Existuje pět hlavních důkazů fonologické smyčky:
1. Vliv fonologické podobnosti:
Když položky fonologické paměti znějí podobně, tak se zapamatovávají hůře, než položky, které vůbec neznějí podobně (např. „sůl, kůl, hůl, půl, vůl“ je těžší uchovat v pracovní paměti než „vlas, bod, čaj, páv, míč“).[3] Sémantická podobnost, na druhou stranu, skoro nemá vliv.[4]
2. Vliv délky slova: 
Alan Baddeley pojí pravidlo pravidlo 7+-2 položek k rychlosti opakování slov ve fonologické smyčce: 7+-2 je podle něj počet jednotek, které je člověk za dvě sekundy schopen v duchu vyslovit. Řetězec delších slov je těžší si zapamatovat než řetězec slov krátkých. Ve studii, v níž měli bilingvisté, kteří uměli přibližně stejně dobře angličtinu a velštinu, za úkol si zapamatovávat série čísel nejprve v jednom jazyce a poté v druhém, si série anglických číslovek zapamatovávali dobrovolníci lépe, než série číslovek velšských, neboť anglické číslovky jsou kratší než velšské.
3. Vliv artikulačního potlačení:
Když je člověku zamezeno opakování si položek v duchu tím, že člověk musí nahlas opakovat irelevantní slabiku, zapamatuje si značně méně položek, než kdyby nic opakovat nemusel.
4. Přenos informací mezi systémy:
Když jsou dobrovolníkům ukázány předměty, které mají za úkol si zapamatovat, většinou převedou vizuální informace na informace fonologické a seznam předmětů si opakují ve fonologické smyčce. Když však musí člověk opakovat určitou slabiku nahlas, dochází k potlačení fonologické informace, a vliv fonologické podobnosti už nehraje roli při zapamatovávání předmětů.
5. Neuropsychologické důkazy

### Optickoprostorový náčrtník
Jelikož se ukázalo, že slova a zvuky nenarušují naší schopnost podržet v mysli obraz či prostorové rozložení, existuje otrok, který nazýváme optickoprostorový náčrtník (v překladech i vizuospaciální náčrtník, vizuálně-prostorový blok nebo vizuálně-prostorový náčrtník). Slouží k udržení optických a prostorových informací – barev, tvarů, velikostí, vzdáleností a jiných – a manipulaci s nimi.

### Centrální exekutiva
Centrální exekutiva (v překladech i ústředí nebo centrální operační jednotka) je zmíněným dvěma otrokům pracovní paměti nadřazená. Její úlohou je ovládat, koordinovat a zpracovávat informace z těchto dvou podřadných částí pracovní paměti a zaměřovat naši pozornost. Sama však nemá žádnou skladovací kapacitu.
Podle výkonnosti centrální exekutivy se pozná dobrý čtenář -- je schopen úsporně a rychle zpracovávat obsahy vět.

### Epizodický buffer
Epizodický buffer, třetí otrocký systém, navrhl Baddeley v roce 2000. Je tedy ještě mnohem méně důkladně prozkoumán, než jiné součásti modelu, a většina knih ho zatím nezmiňuje. Úkolem bufferu je spojovat různé typy informací (slovní, vizuální i prostorové) v plynulé představy seřazeny podle času.
Epizodický buffer byl zaveden kvůli:
1. Kouskování (chunking)
Ukázalo se, že v pracovní paměti člověk dokáže udržet řetězec slov delší, než by mohl s fonologickou smyčkou, když je řetězec spojen ve smysluplnou jednotku (např. dlouhá věta).
2. Schopnost pacientů s narušenou fonologickou smyčkou pamatovat si několik vět.